# Bandicam
Bandicam — программа для создания скриншотов и записи видео с экрана компьютера.
Программа имеет два режима. Один режим «Rectangle on a screen» позволяет захватывать скриншот или видео с экрана в определённом месте и размере. Другой режим «DirectX/OpenGL window», который может записать цель, созданную в DirectX или в OpenGL.
В режиме «DirectX/OpenGL window» программа отображает количество кадров в секунду. Когда количество FPS отображается зелёным цветом, это означает, что программа готова к записи, а когда запись начинается, то цвет меняется на красный. FPS не отображается в режиме «Rectangle on a screen».
Bandicam является условно-бесплатной программой, то есть его можно использовать бесплатно в течение ограниченного срока. Во время бесплатного срока Bandicam помещает своё имя в виде водяного знака в верхней части каждого скриншота или видео, а длина видеозаписи ограничена до 10 минут.
Bandicam может записывать видео размером до 3840×2160.